# Hydroglyphus geminodes
Hydroglyphus geminodes är en skalbaggsart som först beskrevs av Régimbart 1895.  Hydroglyphus geminodes ingår i släktet Hydroglyphus och familjen dykare. Inga underarter finns listade i Catalogue of Life.